# Armylaena jeanelli
Armylaena jeanelli är en skalbaggsart som först beskrevs av Ferreira och Veiga-ferreira 1957.  Armylaena jeanelli ingår i släktet Armylaena och familjen långhorningar.
Artens utbredningsområde är:
- Botswana.
- Kenya.
- Zimbabwe.

Inga underarter finns listade.